# Bain turc du prince Miloš
Le bain turc du prince Miloš (en serbe cyrillique : Амам кнеза Милоша ; en serbe latin : Amam kneza Miloša) est situé dans le Parc Gavrilo Princip à Belgrade, la capitale de la Serbie, dans la municipalité urbaine de Savski venac. Construit en 1836 et 1837, il est inscrit inscrit sur la liste des monuments culturels protégés de la République de Serbie (identifiant no SK 17) et sur la liste des biens culturels de la ville de Belgrade.

## Présentation
Le bain turc du prince Miloš, situé 14 rue Admirala Geprata, a été construit en 1836-1837, après que la Serbie eut retrouvé son autonomie vis-à-vis de la Sublime Porte, suivant les principes de construction des bains turcs. À l'origine, les bains firent partie de l'ensemble palatial construit pour les fils des princes Milan et Michel Obrenović. De l'ensemble princier, seuls ces bains ont subsisté. On suppose que ces bains ont été dessinés par Hadži Nikola Živković, qui, entre autres, construisit le konak du prince Miloš à Belgrade et le konak de la princesse Ljubica.
Le bain turc est doté de toutes les parties traditionnelles de ce genre de construction : une fontaine, un vestiaire et une grande salle privée attenante à la salle des bains proprement dite. Le bain constitue un bâtiment séparé, de plan rectangulaire. La salle principale, conçue pour les bains et le repos, est surmontée d'un dôme constitué de briques disposées pour former des cercles concentriques.